# Европесма-Еуропјесма 2004.
Европесма-Еуропјесма 2004. било је прво издање Европесме-Еуропјесме, такмичења на ком се одлучује представник Србије и Црне Горе на Песми Евровизије 2004. У организацији Удружења јавних радија и телевизија (УЈРТ), такмичење је одржано у Сава центру у граду Београду, у Србији и Црној Гори. Такмичење састојало од српског полуфинала под именом Беовизија одржаног 20. фебруара и финала 21. фебруара.
Победу је однела песма Лане моје за коју је текст написала Леонтина Вукомановић, а компоновао и извео Жељко Јоксимовић.

## Позадина
После неуспешног дебија на Песми Евровизије 2003. због одлуке Европске радиодифузне уније да промени начин релегације за то такмичење, УЈРТ је потврдио намеру да Србија и Црна Гора (СЦГ) први пут учествује на такмичењу 2004. године. Србија и Црна Гора је раније учествовала на Песми Евровизије као део Југославије, а 1992. под заставом Савезне Републике Југославије. Године 2003. је организовано такмичење Беовизија, замишљено као будући начин одабира представника СЦГ на такмичењу, али је због приговора Радио-телевизије Црне Горе (РТЦГ) ипак одлучено да се организује посебно такмичење, под именом Европесма-Еуропјесма, ком ће Беовизија бити полуфинале.

## Продукција и формат
Беовизију је организовала РТС и Мегатон продукција, док је Европесму-Еуропјесму примарно организовала УЈРТ у сарадњи са РТС-ом и Мегатоном.
Такмичење се састојало од две такмичарске вечери: Беовизије и Европесме-Еуропјесме. Два републичка емитера, РТС и РТЦГ, су бирала по 4 песме за Европесму-Еуропјесму, док је УЈРТ бирала 16 песама. РТС је своје 4 песме изабрао кроз Беовизију, док су РТЦГ своје 4 песме и УЈРТ својих 16 песама изабрали интерно.

## Ток такмичења

### Полуфинала

#### Одабир РТЦГ
РТЦГ је интерно одабрала 4 песме за Европесму-Еуропјесму.

#### Беовизија 2004.
Беовизија 2004. је било друго по реду издање Беовизије, такмичења које је служило као српско полуфинале Еуропесме-Европјесме 2004. У организацији Радио-телевизије Србије (РТС), такмичење се састојало од једне такмичарске вечери одржане 20. фебруара 2004, као и ревијалне вечери 23. фебруара. Четири најбоље пласиране песме такмичарске вечери Беовизије су се пласирале на Европесму-Еуропјесму.

##### Учесници
На Беовизији 2004. је учествовало 28 песама.
| Извођач(и)                              | Песма                 | Музика и текст                                             |
| --------------------------------------- | --------------------- | ---------------------------------------------------------- |
| Агата                                   | На длану              | Михаило Игњатовић Драган Урошевић                          |
| Ацо Регина                              | У пролазу             | Зоран Лесендрић П. Милутиновић                             |
| Борис Режак                             | Заувијек              | Александра Милутиновић                                     |
| Брацо                                   | Мени ћеш доћи         | Саша Поповић Јелена Трифуновић                             |
| Данијела Вранић                         | Тело уз тело          | Александар Милић Јелена Трифуновић Александар Марјан       |
| Дарко                                   | Само ти               | Драгана Јовановић Јелена Трифуновић                        |
| Денис и Обуле                           | Твоје очи живе        | Нена Лековић                                               |
| Ђогани                                  | Од 1 до 10            | Петар Станковић                                            |
| Зорана                                  | Лепо време у Београду | Александар Кобац Светлана „Цеца” Славковић                 |
| Игор Тасовац                            | Старо сребро          | Step Energy Team Љиљана Јорговановић                       |
| Ивана Кнежевић                          | Забрањени плес        | Мaрко Кон Светлана „Цеца” Славковић                        |
| Јелена Јевремовић                       | Љубав у праху         | Бранислав Опачић Александар Томић                          |
| Јелена Карлеуша и Врели репери          | Моли ме               | Александар Томић Марко Перуничић                           |
| Јелена Поповић                          | Нервоза               | Н. Ђиновић                                                 |
|                                         | Џемпер                | Зоран Живановић (Жика Зана) Јелена Живановић (Јелена Зана) |
| Коктел бенд и Оркестар Бобана Марковића | Грми, сева            | Саша Милошевић                                             |
| Ксенија Ивановић                        | Проклети понедељак    | Горан Ратковић В. Петковић                                 |
| Леонтина                                | Замисли               | Жељко Јоксимовић Леонтина Вукомановић                      |
| Луна                                    | 222                   | Чеда Чворак                                                |
| Маја Николић и Цеца Славковић           | Последња одбрана      | Мaрко Кон Светлана „Цеца” Славковић                        |
| Марко Јефтић                            | Једна више            | Срђан Симић Камба Марко Јефтић                             |
| Мартин Вучић                            | Опраштам ти све       | Слободан Марковић Небојша Радосављевић А. Билбиловски      |
| Мина Лазаревић                          | Намерно               | Горан Станковић Светлана „Цеца” Славковић Марко Кон        |
| Наташа Којић                            | Око плаво             | Наташа Којић Фајо                                          |
| Negative                                | Збуњена               | Negative Ивана Павловић                                    |
| Ноћ и дан                               | Свашта ми се десило   | Саша Драгић Саша Рађеновић                                 |
| Сузана Петричевић                       | Никада више           | М. Крстић Сузана Петричевић                                |
| Хуса                                    | Ерогена зона          | Хуса                                                       |

##### Такмичарско вече
Такмичарско вече Беовизије 2004. одржано је 20. фебруара у београдском Сава Центру. Програм су водили Александар Срећковић и Ксенија Балабан. Резултате такмичења одлучио је осмочлани жири и публика телегласањем као девети члан жирија. Сваки члан жирија и публика су доделили 10—1 поен за својих 10 омиљених песама. Чланови жирија Беовизије 2004. су били Гоца Тржан, Душан Ерцеговац, Јелена Илић, Велибор Золак, Биљана Крстић, Јосип Бочек, Силвана Ђурашевић и Слободан Марковић Сале (председник жирија).
У ревијалном делу вечери, пре објављивања резултата, додељене су награде Беовизије.
Победила је песма Збуњена за коју је текст написала Ивана Павловић, а компоновала и извела група Negative. Поред ње, још 3 песме се квалификовало за Европесму-Еуропјесму.
Легенда:
| #   | Извођач(и)                              | Песма                 | Жири | Телегласање | Телегласање | Поени | Пласман |
| #   | Извођач(и)                              | Песма                 | Жири | Гласови     | Поени       | Поени | Пласман |
| --- | --------------------------------------- | --------------------- | ---- | ----------- | ----------- | ----- | ------- |
| 1.  | Агата                                   | На длану              | 11   | —           | 0           | 11    | 13.     |
| 2.  | Марко Јефтић                            | Једна више            | 1    | —           | 0           | 1     | 22.     |
| 3.  | Зорана                                  | Лепо време у Београду | 8    | —           | 0           | 8     | 16.     |
| 4.  | Хуса                                    | Ерогена зона          | 0    | —           | 0           | 0     | 25.     |
| 5.  | Мина Лазаревић                          | Намерно               | 9    | —           | 0           | 9     | 15.     |
| 6.  | Наташа Којић                            | Око плаво             | 59   | —           | 0           | 59    | 4.      |
| 7.  | Сузана Петричевић                       | Никада више           | 2    | —           | 0           | 2     | 21.     |
| 8.  | Јелена Карлеуша и Врели репери          | Моли ме               | 7    | 348         | 6           | 13    | 11.     |
| 9.  | Negative                                | Збуњена               | 70   | 582         | 9           | 79    | 1.      |
| 10. | Данијела Вранић                         | Тело уз тело          | 5    | —           | 0           | 5     | 17.     |
| 11. | Мартин Вучић                            | Опраштам ти све       | 14   | —           | 0           | 14    | 10.     |
| 12. | Леонтина                                | Замисли               | 56   | 557         | 8           | 64    | 3.      |
| 13. | Денис и Обуле                           | Твоје очи живе        | 25   | 199         | 2           | 27    | 6.      |
| 14. | Маја Николић и Цеца Славковић           | Последња одбрана      | 0    | 223         | 3           | 3     | 19.     |
| 15. | Луна                                    | 222                   | 19   | 238         | 4           | 23    | 7.      |
| 16. | Ацо Регина                              | У пролазу             | 3    | —           | 0           | 3     | 19.     |
| 17. | Коктел бенд и Оркестар Бобана Марковића | Грми, сева            | 39   | 423         | 7           | 46    | 5.      |
| 18. | Брацо                                   | Мени ћеш доћи         | 0    | —           | 0           | 0     | 25.     |
| 19. | Ксенија Ивановић                        | Проклети понедељак    | 15   | 176         | 1           | 16    | 9.      |
| 20. | Дарко                                   | Само ти               | 0    | —           | 0           | 0     | 25.     |
| 21. | Ивана Кнежевић                          | Забрањени плес        | 1    | —           | 0           | 1     | 22.     |
| 22. | Ноћ и дан                               | Свашта ми се десило   | 11   | —           | 0           | 11    | 13.     |
| 23. | Ђогани                                  | Од 1 до 10            | 4    | —           | 0           | 4     | 18.     |
| 24. | Јелена Поповић                          | Нервоза               | 1    | —           | 0           | 1     | 22.     |
| 25. | Борис Режак                             | Заувијек              | 61   | 346         | 5           | 66    | 2.      |
| 26. |                                         | Џемпер                | 17   | —           | 0           | 17    | 8.      |
| 27. | Игор Тасовац                            | Старо сребро          | 0    | —           | 0           | 0     | 25.     |
| 28. | Јелена Јевремовић                       | Љубав у праху         | 2    | 840         | 10          | 12    | 12.     |

| #   | Песма                 | Г. Тржан | Д. Ерцеговац | Ј. Илић | В. Золак | Б. Крстић | Ј. Бочек | С. Ђурашевић | С. Марковић | Укупно |
| --- | --------------------- | -------- | ------------ | ------- | -------- | --------- | -------- | ------------ | ----------- | ------ |
| 1.  | На длану              |          |              |         |          | 6         | 5        |              |             | 11     |
| 2.  | Једна више            | 1        |              |         |          |           |          |              |             | 1      |
| 3.  | Лепо време у Београду | 3        |              |         |          |           |          | 5            |             | 8      |
| 4.  | Ерогена зона          |          |              |         |          |           |          |              |             | 0      |
| 5.  | Намерно               |          |              |         | 4        | 3         |          | 2            |             | 9      |
| 6.  | Око плаво             | 7        | 9            | 8       | 6        | 8         | 7        | 8            | 6           | 59     |
| 7.  | Никада више           |          |              |         |          |           | 2        |              |             | 2      |
| 8.  | Моли ме               |          |              |         |          |           |          |              | 7           | 7      |
| 9.  | Збуњена               | 10       | 10           | 10      | 10       | 10        | 10       | 7            | 3           | 70     |
| 10. | Тело уз тело          |          |              |         | 5        |           |          |              |             | 5      |
| 11. | Опраштам ти све       | 6        | 6            | 2       |          |           |          |              |             | 14     |
| 12. | Замисли               | 8        | 5            | 6       |          | 9         | 8        | 10           | 10          | 56     |
| 13. | Твоје очи живе        |          |              |         | 7        | 7         | 6        |              | 5           | 25     |
| 14. | Последња одбрана      |          |              |         |          |           |          |              |             | 0      |
| 15. | 222                   | 2        | 3            | 3       |          | 4         | 4        | 1            | 2           | 19     |
| 16. | У пролазу             |          |              |         | 3        |           |          |              |             | 3      |
| 17. | Грми, сева            | 9        | 8            | 5       | 9        |           |          |              | 8           | 39     |
| 18. | Мени ћеш доћи         |          |              |         |          |           |          |              |             | 0      |
| 19. | Проклети понедељак    | 4        | 2            | 4       | 1        |           | 1        | 3            |             | 15     |
| 20. | Само ти               |          |              |         |          |           |          |              |             | 0      |
| 21. | Забрањени плес        |          |              | 1       |          |           |          |              |             | 1      |
| 22. | Свашта ми се десило   |          | 4            | 7       |          |           |          |              |             | 11     |
| 23. | Од 1 до 10            |          |              |         |          |           |          | 4            |             | 4      |
| 24. | Нервоза               |          | 1            |         |          |           |          |              |             | 1      |
| 25. | Заувијек              | 5        | 7            | 9       | 8        | 5         | 9        | 9            | 9           | 61     |
| 26. | Џемпер                |          |              |         | 2        | 2         | 3        | 6            | 4           | 17     |
| 27. | Старо сребро          |          |              |         |          |           |          |              |             | 0      |
| 28. | Љубав у праху         |          |              |         |          | 1         |          |              | 1           | 2      |

###### Награде
| Награда                     | Добитник                       | Рад                    |
| --------------------------- | ------------------------------ | ---------------------- |
| Најбољи аранжман            | Анте Пецотић                   | Борис Режак — Заувијек |
| Најбољи текст               | Јелена Живановић (Јелена Зана) | Џемпер                 |
| Најбоља интерпретација      | Negative                       | Збуњена                |
| Најуспешнији сценски наступ | Јелена Карлеуша                | Моли ме                |
| Најбољи дебитант            | Марко Јефтић                   | Једна више             |

### Европесма-Еуропјесма

#### Учесници
Двадесет четири песме се такмичило, и то:
- 16 песама које је одабрало Удружење јавних радија и телевизија (УЈРТ);
- 4 српске песме одабране Беовизијом 2004. (РТС);
- 4 црногорске песме одабране интерно (РТЦГ).

| Извођач(и)                    | Песма                    | Музика и текст                                                      | Емитер |
| ----------------------------- | ------------------------ | ------------------------------------------------------------------- | ------ |
| Ана Миленковић                | Таква жена               | Кристина Ковач Александра Ковач                                     | УЈРТ   |
| Андријана и Марија Божовић    | Ни једна суза            | Милан Перић Мирсад Серхатлић                                        | РТЦГ   |
| Борис Режак                   | Заувијек                 | Александра (Сара) Милутиновић                                       | РТС    |
| Европа                        | Европа                   | Слобо Ковачевић                                                     | РТЦГ   |
| Екстра Нена                   | Море љубави              | Александар Филиповић Владимир Агић                                  | УЈРТ   |
| Жељко Јоксимовић              | Лане моје                | Леонтина Вукомановић Жељко Јоксимовић                               | УЈРТ   |
| Јелена Томашевић              | Кад не буде твоје љубави | Растко Аксентијевић                                                 | УЈРТ   |
| Јована Николић                | После тебе               | Владимир Граић Марко Кон Светлана „Цеца” Славковић Александар Кобац | УЈРТ   |
| Кнез                          | Навика                   | Снежана Вукомамовић Ненад Кнежевић (Кнез)                           | УЈРТ   |
| Леонтина                      | Замисли                  | Леонтина Вукомановић Жељко Јоксимовић                               | РТС    |
| Мадам Пиано                   | Игра                     | Мадам Пиано Дејан Момчиловић                                        | УЈРТ   |
| Мари Мари                     | Кад понос убије љубав    | Марија Марић (Мари Мари) Урош Марковић                              | УЈРТ   |
| Могул                         | Не тргујем осећањима     | Нена Лековић [ ] Зоран Лековић                                      | УЈРТ   |
| Наташа Којић                  | Око плаво                | Наташа Којић                                                        | РТС    |
| Negative                      | Збуњена                  | Ивана Павловић (Ивана Петерс) Negative                              | РТС    |
| Негре                         | К'о ниједна друга        | Весна Милачић (Каја) [ ] Дејан Божовић                              | РТЦГ   |
| Пети елемент                  | Река без повратка        | Кристина Ковач Споменка Ковач                                       | УЈРТ   |
| Саша Драгаш                   | Дао бих све              | Јелена Зана Зика Зана                                               | УЈРТ   |
| Саша Васић                    | Признај                  | Саша Васић                                                          | УЈРТ   |
| Сергеј Ћетковић               | Не могу да ти опростим   | Сергеј Ћетковић                                                     | РТЦГ   |
| Слободан Бајић                | Можеш да ме не волиш     | Александра Милутиновић                                              | УЈРТ   |
| Тања Бањанин                  | Истина                   | Весна Попов Зоран Попов                                             | УЈРТ   |
| Тања Јовићевић                | Узми ме                  | Ружа Јеремић Драгана Јовановић                                      | УЈРТ   |
| Теодора Бојовић и Night Shift | Дај ми снаге             | Теодора Бојовић Night Shift                                         | УЈРТ   |

#### Финале
Европесма-Еуропјесма 2004. је одржана 21. фебруара 2004. са почетком 21.00ч CET у Сава центру у Београду, у Србији.
Победника је одлучила комбинација гласова жирија и публике. Жири је био сачињен од четири члана из Србије и четири из Црне Горе. Црногорски жири чинили су: Небојша Вујовић, Стана Шалго, Ацо Ђукановић и Радован Паповић, док су Влада Марковић, Војкан Борисављевић, Ана Миличевић и Раде Радивојевић чинили српски жири.
У паузи за гласање је наступио Џони Логан, победник Евровизије 1980. и 1987, као и композитор победничке песме 1992. Он је извео песме What’s Another Year (победничка песма 1980), We All Need Love, Get Here If You Can, Why Me (победничка песма 1992), Here I Go Again, Leap Of Faith и Hold Me Now (победничка песма 1987).
Победу је однела песма Лане моје за коју је текст написала Леонтина Вукомановић, а компоновао и извео Жељко Јоксимовић.
| #   | Емитер | Извођач(и)                    | Песма                    | Жири | Телегласање | Телегласање | Укупно | Пласман |
| #   | Емитер | Извођач(и)                    | Песма                    | Жири | Гласови     | Поени       | Укупно | Пласман |
| --- | ------ | ----------------------------- | ------------------------ | ---- | ----------- | ----------- | ------ | ------- |
| 1.  | УЈРТ   | Јована Николић                | После тебе               | 21   | 711         | 2           | 23     | 10.     |
| 2.  | УЈРТ   | Теодора Бојовић и Night Shift | Дај ми снаге             | 33   | —           | 0           | 33     | 6.      |
| 3.  | РТЦГ   | Европа                        | Европа                   | 29   | 1.843       | 8           | 37     | 5.      |
| 4.  | УЈРТ   | Екстра Нена                   | Море љубави              | 15   | —           | 0           | 15     | 12.     |
| 5.  | УЈРТ   | Саша Васић                    | Признај                  | 8    | —           | 0           | 8      | 15.     |
| 6.  | УЈРТ   | Јелена Томашевић              | Кад не буде твоје љубави | 20   | —           | 0           | 20     | 11.     |
| 7.  | УЈРТ   | Слободан Бојић                | Можеш да ме не волиш     | 4    | —           | 0           | 4      | 19.     |
| 8.  | УЈРТ   | Ана Миленковић                | Таква жена               | 6    | —           | 0           | 6      | 18.     |
| 9.  | УЈРТ   | Тања Бањанин                  | Истина                   | 0    | —           | 0           | 0      | 22.     |
| 10. | РТС    | Борис Режак                   | Заувијек                 | 0    | —           | 0           | 0      | 22.     |
| 11. | УЈРТ   | Кнез                          | Навика                   | 7    | —           | 0           | 7      | 17.     |
| 12. | РТЦГ   | Негре                         | К'о ниједна друга        | 37   | 1.934       | 9           | 46     | 3.      |
| 13. | УЈРТ   | Мадам Пиано                   | Игра                     | 25   | —           | 0           | 25     | 9.      |
| 14. | РТС    | Negative                      | Збуњена                  | 38   | 1.379       | 6           | 44     | 4.      |
| 15. | УЈРТ   | Тања Јовићевић                | Узми ме                  | 8    | —           | 0           | 8      | 15.     |
| 16. | УЈРТ   | Саша Драгаш                   | Дао бих све              | 0    | —           | 0           | 0      | 22.     |
| 17. | РТЦГ   | Сергеј Ћетковић               | Не могу да ти опростим   | 20   | —           | 7           | 27     | 8.      |
| 18. | УЈРТ   | Жељко Јоксимовић              | Лане моје                | 74   | 5.181       | 10          | 84     | 1.      |
| 19. | РТС    | Леонтина                      | Замисли                  | 12   | 803         | 3           | 15     | 12.     |
| 20. | УЈРТ   | Пети Елемент                  | Река без повратка        | 43   | 935         | 4           | 47     | 2.      |
| 21. | РТС    | Наташа Којић                  | Око плаво                | 0    | 577         | 1           | 1      | 21.     |
| 22. | УЈРТ   | Могул                         | Не тргујем осећањима     | 3    | —           | 0           | 3      | 20.     |
| 23. | УЈРТ   | Мари Мари                     | Кад понос убије љубав    | 9    | —           | 0           | 9      | 14.     |
| 24. | РТЦГ   | Андријана и Марија Божовић    | Ни једна суза            | 24   | 1.299       | 5           | 29     | 7.      |

| #   | Песма                    | Небојша Вујовић | Влада Марковић | Стана Шалго | Војкан Борисављевић | Ацо Ђукановић | Ана Милићевић | Радован Паповић | Раде Радивојевић | Укупно |
| #   | Песма                    | Црна Гора       | Србија         | Црна Гора   | Србија              | Црна Гора     | Србија        | Црна Гора       | Србија           | Укупно |
| --- | ------------------------ | --------------- | -------------- | ----------- | ------------------- | ------------- | ------------- | --------------- | ---------------- | ------ |
| 1.  | После тебе               | 1               | 3              | 2           |                     | 6             |               | 2               | 7                | 21     |
| 2.  | Дај ми снаге             | 4               | 8              |             | 5                   |               | 8             |                 | 8                | 33     |
| 3.  | Европа                   | 9               |                | 4           |                     | 8             |               | 8               |                  | 29     |
| 4.  | Море љубави              |                 | 4              |             | 4                   | 2             |               |                 | 5                | 15     |
| 5.  | Признај                  | 8               |                |             |                     |               |               |                 |                  | 8      |
| 6.  | Кад не буде твоје љубави |                 | 6              |             | 7                   |               | 5             |                 | 2                | 20     |
| 7.  | Можеш да ме не волиш     |                 |                | 3           |                     |               |               | 1               |                  | 4      |
| 8.  | Таква жена               |                 | 2              |             | 1                   |               | 2             |                 | 1                | 6      |
| 9.  | Истина                   |                 |                |             |                     |               |               |                 |                  | 0      |
| 10. | Заувијек                 |                 |                |             |                     |               |               |                 |                  | 0      |
| 11. | Навика                   |                 |                |             |                     | 3             |               | 4               |                  | 7      |
| 12. | К'о ниједна друга        | 10              |                | 9           |                     | 9             |               | 9               |                  | 37     |
| 13. | Игра                     |                 | 7              |             | 8                   |               | 6             |                 | 4                | 25     |
| 14. | Збуњена                  |                 | 10             |             | 9                   |               | 10            |                 | 9                | 38     |
| 15. | Узми ме                  | 2               |                | 1           | 2                   |               | 3             |                 |                  | 8      |
| 16. | Дао бих све              |                 |                |             |                     |               |               |                 |                  | 0      |
| 17. | Не могу да ти опростим   | 5               |                | 5           |                     | 5             |               | 5               |                  | 20     |
| 18. | Лане моје                | 6               | 9              | 10          | 10                  | 10            | 9             | 10              | 10               | 74     |
| 19. | Замисли                  |                 |                | 8           |                     |               | 4             |                 |                  | 12     |
| 20. | Река без повратка        | 3               | 5              | 6           | 6                   | 4             | 7             | 6               | 6                | 43     |
| 21. | Око плаво                |                 |                |             |                     |               |               |                 |                  | 0      |
| 22. | Не тргујем осећањима     |                 |                |             |                     |               |               |                 | 3                | 3      |
| 23. | Кад понос убије љубав    |                 | 1              |             | 3                   | 1             | 1             | 3               |                  | 9      |
| 24. | Ни једна суза            | 7               |                | 7           |                     | 7             |               | 7               |                  | 28     |

### Ревијално вече
Дана 23. фебруара је одржана и Ревија победника, на којој су изведене победничке композиције Беовизије и Европесме-Еуропјесме и додељене годишње награде Беовизије за претходну годину.
| Награда               | Добитник                                        |
| --------------------- | ----------------------------------------------- |
| Поп певач године      | Владо Георгиев                                  |
| Хит године            | Жељко Самарџић — 9000 метара                    |
| Рок група године      | Negative                                        |
| Рок албум године      | Night Shift — Undercovers                       |
| Албум првенац године  | Александра Радовић — Александра Радовић         |
| Поп албум године      | Жељко Самарџић — Покажи ми шта знаш             |
| Поп-денс група године | Ђогани                                          |
| Реп група године      | 187                                             |
| Откриће године        | Ана Николић                                     |
| Повратник године      | Масимо Савић                                    |
| Поп група године      | Амадеус бенд                                    |
| Етно албум године     | Јован Маљоковић и Балкан салса бенд — Cubalkano |
| Филмска музика године | Бајага — Музика из филма „Професионалац”        |
| Специјалне награде    | Партибрејкерс и Рибља чорба                     |

## Преноси
Европесма-Еуропјесма је емитована у Србији на РТС 1 и РТС Сат, а у Црној Гори на ТВЦГ 1 и ТВЦГ Сат.
Беовизија је емитована у Србији на РТС 1 и РТС Сат

## Пријем
Конкурс је изазвао контроверзе јер црногорски такмичари нису добили бодове од српског жирија, док победник и другопласирани Беовизије 2004, Negative и Борис Режак, нису добили бодове од црногорског жирија. Ипак, коначни победник Жељко Јоксимовић добио је високе поене и од српског и од црногорског жирија, као и од публике.